# Abschnittsbefestigung Rederzhausen
Die Abschnittsbefestigung Rederzhausen (Am Stallaich) liegt auf einem bewaldeten Höhenzug über dem Friedberger Ortsteil Rederzhausen im Landkreis Aichach-Friedberg in Schwaben. Das Bodendenkmal vor- und frühgeschichtlicher Zeitstellung liegt auf Privatgrund und ist öffentlich nicht zugänglich.

## Beschreibung
Im Innenraum der zweiteiligen Wallanlage steht heute ein Wochenendhaus. Das Gelände ist eingezäunt und nicht öffentlich begehbar. Das südliche Vorgelände wurde als Baugebiet ausgewiesen und bereits teilweise bebaut.
Das  äußere Wallgrabensystem (ca. 150 × 80 Meter) sicherte den Burgplatz bogenförmig gegen den Höhenrücken. Der Ostteil der Anlage zeichnet sich nur noch undeutlich im Gelände ab. Im Westen ist noch ein mehrere Meter tiefer Wallgraben erkennbar, der sich nach Norden gegen die Hangkante fortsetzt.
Auf einer topographischen Geländeaufnahme des Bayerischen Landesamtes für Denkmalpflege ist im Nordwesten des Innenraumes das Kernwerk dokumentiert, das von einem weiteren bogenförmigen Wallzug (ca. 70 × 40 Meter) umgeben wird.
Die Befestigung liegt etwa 20 Meter über dem Paartaal (ca. 505 m ü. NN). Nach Norden fällt der Höhenzug steil zum Fluss ab.

## Zeitstellung und Zweckbestimmung
Bis zu einer fachkundigen archäologischen Untersuchung des Objektes kann über die Zeitstellung und Funktion der kleinen Wehranlage nur spekuliert werden. Vielleicht handelt es sich hier um eine der zahlreichen kleineren Ungarnschutzburgen des Augsburger Umlandes. Solche Befestigungswerke entstanden oft durch den Ausbau prähistorischer oder frühgeschichtlicher Wallanlagen. Eine ähnliche, von der Bodendenkmalpflege als ungarnzeitlich interpretierte Wallburg liegt etwa fünf Kilometer südlich bei Kissing auf dem Lechrain (Ringwall im Ottmaringer Holz). Das relativ kleine Kernwerk könnte auf einen früh- oder hochmittelalterlichen Herrensitz hindeuten. Allerdings fehlen auch hierfür Hinweise in den ortsgeschichtlichen Quellen.
Das Bayerische Landesamt für Denkmalpflege verzeichnet das Bodendenkmal als Abschnittsbefestigung vor- und frühgeschichtlicher Zeitstellung unter der Denkmalnummer D 7-7632-0044.

## Topographische Geländeaufnahme
Bodendenkmäler im Landkreis Aichach-Friedberg. In: Altbayern in Schwaben – Landkreis Aichach Friedberg (1988–1990). Aichach 1990, ISBN 3-980-20172-4 (Erdwerk am Stallaich, Ottmaring).